# Élections sénatoriales de 2008 dans l'Ariège
Les élections sénatoriales en Ariège ont eu lieu le dimanche 21 septembre 2008. Elles ont eu pour but d'élire le sénateur représentant le département au Sénat pour un mandat de six années.

## Contexte départemental
Lors des élections sénatoriales du 27 septembre 1998 en Ariège, un sénateur divers gauche a été élu.
Depuis, tous les effectifs du collège électoral des grands électeurs ont été renouvelés, avec les élections législatives françaises de 2007, les élections régionales françaises de 2004, les élections cantonales de 2004 et 2008 et les élections municipales françaises de 2008.

## Rappel des résultats de 1998
|                | Jean-Pierre Bel  | PS             | 378 | 64,07  |  |  |
|                | André Trigano    | UDF            | 68  | 11,53  |  |  |
|                | Roger Sénié      | RPR            | 60  | 10,17  |  |  |
|                | Roger Vidal      | PCF            | 53  | 8,98   |  |  |
|                | Serge Maury      | DVG            | 13  | 2,20   |  |  |
|                | Bernard Voegeli  | Verts          | 10  | 1,69   |  |  |
|                | Évelyne Dutertre | FN             | 8   | 1,36   |  |  |
|                |                  |                |     |        |  |  |
| Inscrits       | Inscrits         | Inscrits       | 609 | 100,00 |  |  |
| Abstentions    | Abstentions      | Abstentions    | 8   | 1,31   |  |  |
| Votants        | Votants          | Votants        | 601 | 98,69  |  |  |
| Blancs et nuls | Blancs et nuls   | Blancs et nuls | 11  | 1,83   |  |  |
| Exprimés       | Exprimés         | Exprimés       | 590 | 98,17  |  |  |

## Sénateur sortant
| Sénateur | Sénateur        | Parti | Fonctions lors de l'élection en 1998 |
| -------- | --------------- | ----- | ------------------------------------ |
|          | Jean-Pierre Bel | PS    | Conseiller général                   |

## Présentation des candidats et des suppléants
Le nouveau représentant est élu pour une législature de 6 ans au suffrage universel indirect par les 609 grands électeurs du département. En Ariège, le sénateur est élu au scrutin majoritaire à deux tours. Le nombre reste inchangé, 1 sénateur est à élire. Ils sont 5 candidats dans le département, chacun avec un suppléant.
| T/S | Candidats | Candidats           | Parti | Principale fonction |
| --- | --------- | ------------------- | ----- | ------------------- |
| T   |           | Roger Vidal         | PCF   |                     |
| S   |           | Janet Saurat        | PCF   |                     |
| T   |           | Danielle Delavergne | Verts |                     |
| S   |           | François Paumier    | Verts |                     |
| T   |           | Jean-Pierre Bel     | PS    | Sénateur sortant    |
| S   |           | Myriam Llop Cambus  | PS    |                     |
| T   |           | Philippe Calleja    | UMP   |                     |
| S   |           | Louis Marette       | UMP   |                     |
| T   |           | Thérèse Aliot       | FN    |                     |
| S   |           | Josette Zammit      | FN    |                     |

## Résultats
| Candidat et parti politique | Candidat et parti politique | Candidat et parti politique | Premier tour | Premier tour |
| Candidat et parti politique | Candidat et parti politique | Candidat et parti politique | Voix         | %            |
| --------------------------- | --------------------------- | --------------------------- | ------------ | ------------ |
|                             | Jean-Pierre Bel             | PS                          | 455          | 72,21        |
|                             | Philippe Calleja            | UMP                         | 86           | 14,41        |
|                             | Roger Vidal                 | PCF                         | 28           | 4,69         |
|                             | Danielle Delavergne         | Verts                       | 25           | 4,19         |
|                             | Thérèse Aliot               | FN                          | 3            | 0,50         |
|                             |                             |                             |              |              |
| Inscrits                    | Inscrits                    | Inscrits                    | 609          | 100,00       |
| Abstentions                 | Abstentions                 | Abstentions                 | 4            | 0,66         |
| Votants                     | Votants                     | Votants                     | 605          | 99,44        |
| Blancs et nuls              | Blancs et nuls              | Blancs et nuls              | 8            | 1,31         |
| Exprimés                    | Exprimés                    | Exprimés                    | 597          | 98,69        |